# 賈羅 (英國國會選區)
賈羅（英語：Jarrow），英國國會一自治市選區，位於英格蘭泰恩-威爾郡南泰因賽德和蓋茲黑德一部。設於1885年。
這裡自1935年起一直支持工黨的候選人。在2010年大選中，史提芬·赫本以53.9%選票勝出該區成功三度連任。